# Almost Che
Almost Che (en hangul, 강철대오: 구국의 철가방; romanización revisada,  Gangcheoldaeoh: Googookeui Cheolgabang) es una película de comedia surcoreana de 2012, dirigida y escrita por Yook Sang-hyo. Fue estrenada el 25 de octubre de 2012.

## Reparto
- Kim In-kwon como Kang Dae-oh.
- Yoo Da-in como Seo Ye-rin.
- Jo Jung-suk como Hwang Yeong-min.
- Park Chul-min como Hwang Bi-hong.
- Kwon Hyeon-sang como Nam-jeong.
- Kim Gi-bang como Bong-soo.
- Choi Min como Yook Jung-Yeob.
- Cha Chung-hwa como Dong-sook.
- Shin Jung-geun como So Kyung-jung.[2]